# Quina nit!
Quina nit! (títol original en anglès: After Hours) és una pel·lícula de comèdia negra estatunidenca de 1985 dirigida per Martin Scorsese, escrita per Joseph Minion, i produïda per Amy Robinson, Griffin Dunne i Robert F. Colesberry. Dunne interpreta a Paul Hackett, un treballador d'oficina que viu una sèrie de desventures mentre intenta tornar a casa des del districte de SoHo de la ciutat de Nova York durant la nit. Ha estat doblada al català.
After Hours va ser aclamada per la crítica pel seu humor negre i es considera una pel·lícula de culte. Es tracta de l'última pel·lícula de Scorsese que no és ni una adaptació ni un biopic.
La pel·lícula va guanyar el premi Independent Spirit a la millor pel·lícula i millor director. Scorsese va guanyar el premi del Festival de Cannes al millor director.

## Argument
Paul, un informàtic tímid, marxa a una cita tardana amb una dona que acaba just de trobar, al barri de Soho. La seva vesprada anirà ràpidament cap al malson.

## Temes i motius
Aquesta pel·lícula pertany a un grup que gira al voltant d'un jove professional que es troba sota amenaces, anomenat "cicle de malson yuppie⁣", un subgènere de pel·lícules que combinen dos gèneres en si mateix: la comèdia screwball i el cinema negre. Alguns crítics presenten una visió psicoanalítica de la pel·lícula; Paul és emasculat constantment per les dones a la pel·lícula: per Kiki amb la seva agressivitat sexual i la seva avidesa pel masoquisme, Marcy rebutjant els seus avenços sexuals, Julie i Gail abocant-li una multitud de vigilants, i June atrapant-lo en guix, convertint-lo en impotent. Hi ha moltes referències a la castració a la pel·lícula, la majoria de les quals es mostren quan hi ha dones. Al bany del Terminal Bar, on la Julie es troba amb Paul, hi ha una imatge dibuixada a la paret d'un tauró que mossega el penis erecte d'un home. Marcy fa una referència al seu marit fent servir un doble sentit quan diu: "Vaig posar fi a tot plegat." quan parla d'ella i de la vida sexual del seu marit. Una de les trampes del ratolí que envolta el seu llit es tanca quan Julie intenta seduir en Paul.
Michael Rabiger, al seu llibre titulat Directing, va veure el simbolisme mitològic com un tema principal utilitzat per Scorsese afirmant: "L'heroi de la comèdia fosca de Scorsese After Hours és com una rata que intenta escapar d'un laberint. De fet, hi ha una rata engabiada en una escena on Paul es troba atrapat a l'apartament d'una dona xerraire. La pel·lícula es podria plantejar com un viatge laberíntic, cada compartiment oferint la promesa d'una experiència particular, gairebé tota il·lusòria i enganyosa".

## Producció
L'abandonament de Paramount Pictures de la producció de The Last Temptation of Christ va ser una gran decepció per a Scorsese. El va estimular a centrar-se en empreses independents i projectes més petits. L'oportunitat li va oferir el seu advocat Jay Julien, que el va fer passar pel grup independent de Griffin Dunne i Amy Robinson⁣: Double Play Company. El projecte es deia One Night in Soho i es basava en el guió de Joseph Minion. El guió, titulat originalment Lies basat en el monòleg de Joe Frank de 1982 que va inspirar la història, va ser escrit com a part d'una tasca per al seu curs de cinema a la Universitat de Colúmbia. Segons Frank, no se li van demanar els drets de la història, preguntant-se "què devia estar pensant el guionista per posar-se en aquest perill?" Minion tenia 26 anys quan es va produir la pel·lícula. El guió finalment es va convertir en After Hours després que Scorsese fes les seves últimes esmenes.
Una de les aportacions de Scorsese consisteix en el diàleg entre Paul i el porter del Club Berlín, inspirat en Before the Law de Franz Kafka, una de les històries curtes incloses en la seva novel·la El procés. Tal com va explicar Scorsese a Paul Attanasio, el relat breu reflectia la seva frustració cap a la producció de L'última temptació de Crist, per la qual va haver d'esperar contínuament, com va haver de fer Joseph K a El procés.
La pel·lícula havia de ser dirigida originalment per Tim Burton després que Dunne i Robinson estiguessin impressionats amb el seu curtmetratge Vincent, però Scorsese va llegir el guió en un moment en què no va poder obtenir suport financer per completar L'última temptació de Crist, i Burton va fer un pas al costat quan Scorsese va manifestar interès per dirigir-la.
After Hours va ser la primera pel·lícula de ficció dirigida per Scorsese des que Alice Doesn't Live Here Anymore el 1974 en què Robert De Niro no formava part del repartiment.
El director britànic Michael Powell va participar en el procés de producció de la pel·lícula (Powell i l'editora Thelma Schoonmaker es van casar poc després). Ningú estava segur de com havia d'acabar la pel·lícula. Powell va expressar la necessitat que Paul tornés al treball, però aquesta idea es va rebutjar inicialment com a massa improbable i difícil. Es van experimentar diversos finals, fins i tot se'n van filmar alguns, però l'únic que es va percebre com a realment efectiu va ser el que mostrava a Paul tornant al treball al començament del nou dia.

## Música
La partitura musical d'After Hours va ser composta per Howard Shore, que ha col·laborat en múltiples ocasions amb Scorsese. Tot i que no es va publicar cap àlbum de banda sonora oficial, molts dels temes de Shore apareixen a l'àlbum del 2009 Howard Shore: Collector's Edition Vol. 1. A més de la partitura, una altra música acreditada al final de la pel·lícula.

## Repartiment
- Griffin Dunne: Paul Hackett
- Rosanna Arquette: Marcy Franklin
- Verna Bloom: June
- Tommy Chong: Pepe
- Linda Fiorentino: Kiki Bridges
- Teri Garr: Julie
- Cheech Marin: Neil
- Catherine O'Hara: Gail
- John Heard: Thomas 'Tom' Schorr
- Dick Miller: El servidor
- Will Patton: Horst
- Robert Plunket: Mark
- Victor Argo: caixer del diner

## Nominacions
- César a la millor pel·lícula estrangera